# Incontinenza urinaria da stress
L'incontinenza urinaria da stress o incontinenza urinaria da sforzo è una forma di incontinenza urinaria nella quale la perdita involontaria di urina si verifica in seguito all'aumento della pressione intra-addominale.

## Eziologia
Le normali funzioni vescicali sono controllate dalla vescica stessa, dagli sfinteri e dai muscoli del pavimento pelvico. Quando il pavimento pelvico oppure gli sfinteri sono danneggiati o deboli, per esempio dopo un parto, possono verificarsi perdite di urina in conseguenza di azioni come uno starnuto o un colpo di tosse, oppure semplicemente quando si sollevano pesi o si cambia posizione. Questo sistema può dipendere dall'ipermobilità uretrale oppure da un'insufficienza sfinterica.

## Trattamento
Il trattamento riabilitativo dei muscoli del pavimento pelvico dà buoni risultati in assenza di prolasso e di insufficienza sfinterica. Il trattamento consiste nell'esecuzione di alcuni esercizi che hanno il compito di rafforzare la muscolatura e di aumentarne la tonicità, anche attraverso elettrostimolazione.
Il tono perineale, inoltre, può essere incrementato anche con l'ausilio di alcune sostanze farmacologiche, come la duloxetina.
Se il problema è invece dovuto a deficit sfinterico, è possibile intervenire con iniezioni per via endoscopica di sostanze volumizzanti che concorrono a ripristinare la funzione dello sfintere stesso.
Un'altra tecnica, chiamata Act nella versione femminile e ProAct in quella maschile, prevede l'inserimento tramite intervento chirurgico mininvasivo di due palloncini in corrispondenza del collo vescicale, in modo da consentire il recupero della continenza urinaria.